# Río Sumpul
El río Sumpul tiene una longitud de 77 km y sirve de límite geográfico entre las repúblicas de El Salvador y Honduras. 
Nace en las faldas del cerro El Pital en el municipio de San Ignacio, departamento de Chalatenango, El Salvador, entre las montañas que separan a Honduras de El Salvador y desemboca en el embalse de la Central Hidroeléctrica 5 de Noviembre. 
Su profundidad es de 6 m y corre en dirección noroeste-sudoeste. 

## Etimología
El vocablo de Sumpul es de origen Chortí y su significado es: “En las grandes cumbres del agua”.

## Su recorrido
Este río recibe la afluencia o agua de seis ríos y cuatro quebradas y desemboca en la presa “5 de Noviembre”, en el río Lempa. Su longitud total es de 77 km.
También atraviesa los municipios salvadoreños de La Palma, San Fernando, Dulce Nombre de María, La Laguna, El Carrizal, Ojos de Agua, Nueva Trinidad, y Las Flores, todos del departamento de Chalatenango.

## Flora y Fauna
En los alrededores del río Sumpul pueden encontrarse pinos o robles. Además, es posible plantar piñas, entre otras plantas silvestres.
La fauna en el río permite observar diferentes especies de aves migratorias, además de especies como lechuzas o gavilanes. También es posible encontrar cangrejos, venados, ardillas, entre otros.

## Utilidad
Además, el río Sumpul también favorece la pesca y alimenta las plantaciones de legumbres y maíz de las comunidades aledañas.
Este afluente en invierno alcanza hasta 75 m de profundidad en algunas zonas. Otras de las bondades del río es que permite que los lugareños puedan disfrutar de sus aguas.
En algunas partes sirve de límite geográfico entre las repúblicas de El Salvador y Honduras.

## Un lugar turístico
El Sumpul es un lugar muy conocido en Chalatenango. En temporada de vacaciones es muy visitado por turistas de todo El Salvador. Además, el río forma parte de la denominada Ruta Fresca, que atraviesa diferentes municipios del departamento de Chalatenango.
Sus frescas aguas que alcanzan a llegar hasta los 10 °C o menos, pueden ser contempladas al visitar el cerro El Pital, en Chalatenango.